# Manuel Alonso y Pérez
Manuel Alonso y Pérez   (El Ronquillo, c. 1827 - valor desconegut) va ser un pintor andalús.
Va néixer a El Ronquillo vers 1827, fill de José Alonso i de María Pérez. Va ser pintor de professió i especialitzat en pintura d'història. Deixeble de l'Escola de Belles Arts de Sevilla, va participar en l'Exposició Nacional de Belles Arts de 1858 amb l'obra Una ànima justa conduïda al cel per un àngel i els retrats de les seves mare i germana. Va concórrer també a l'exposició celebrada a Cadis el 1856 amb diversos retrats, que van ser del gust del públic. En l'àmbit personal, es va casar el 30 d'octubre de 1882 amb Elisa Fernández y Brunenque, natural de Cadis, i vídua d'Antonio Barrero y Rodríguez.